# Arbeitsblendenmessung
Die Arbeitsblendenmessung ist in der Fotografie die Messung des Lichtes bei der Blendenzahl, die auch bei der folgenden Aufnahme verwendet wird.
Sie wird bei Spiegelreflexkameras angewendet, wenn keine Blendenwertübertragung zwischen Objektiv und Kamera vorgesehen ist, etwa durch die Verwendung von Objektiven ohne Blendensimulator oder durch Zubehörteile wie einem Balgengerät. Die Lichtverhältnisse werden per Arbeitsblendenmessung bei einäugigen Spiegelreflexkameras bei abgeblendetem Objektiv gemessen (auf die vorgewählte Blende geschlossen), während bei offener Blende scharfgestellt (fokussiert) wird. Zumeist existiert an entsprechenden Kameras eine Taste, die die Blende auf den vorgewählten Wert mechanisch schließt und zugleich elektrisch die Belichtungsmessung aktiviert. Mit einem Anzeigeinstrument, meist als Lichtwaage ausgeführt, wird das Messergebnis angezeigt und ins Sucherbild eingespiegelt.
Bei einigen Sucherkameras, etwa der Minox-35-Reihe, wird die Arbeitsblendenmessung mittels einer geeigneten Dimmerung der objektivparallelen Belichtungszelle simuliert.
Die Arbeitsblendenmessung ist Vorläufer der Offenblendmessung, die erst Mitte der 1960er-Jahre entwickelt wurde. Vorteil dieser Arbeitsblendenmessung ist bei einäugigen Spiegelreflexkameras, dass neben der korrekten Belichtung auch die Schärfentiefe der Aufnahme infolge der geschlossenen Blende beurteilt werden kann. Viele Kameras erlauben  beide Messmethoden.
Die Offenblendmessung setzt eine korrekte Simulation des bei der Aufnahme verwendeten Lichtstärke voraus. Die Möglichkeit der Offenblendmessung war in den 1970er-Jahren eines der schlagkräftigsten Verkaufsargumente für entsprechend ausgestattete Spiegelreflex-Kameras. Für Offenblendmessung ausgerüstete Kameras besaßen anfangs stets noch einen Abblendknopf zur Schärfentiefe-Kontrolle, der jedoch bei einfacheren Modellen und insbesondere bei modernen Kameras mit Autofokus häufig wegrationalisiert wurde.